# Constant Botter
Prof. ir. Constant Hendrik Victor Anton Botter (Medan, 8 december 1928) is een Nederlands ingenieur, bedrijfskundige en emeritus hoogleraar aan de Technische Universiteit Eindhoven, vooral georiënteerd op de externe distributie logistiek.

## Biografie
Botter studeerde elektrotechniek aan de Technische Universiteit Delft van 1950 tot 1955 en maakte de hele ontwikkeling van het vakgebied logistiek van nabij mee vanaf hij in 1955 bij Philips begon. In 1970 schreef hij hier de managementklassieker "Industrie en organisatie: een verkenningstocht".
Eind 1970 werd hij gewoon hoogleraar in de interne bedrijfsorganisatie aan de Afdeling der Bedrijfskunde van de Technische Hogeschool Eindhoven, waarbij hij de rede "Ondernemingsdoeleinden : opstellen en verwezenlijken" uitsprak. In 1992 ging hij met emeritaat.
Hij is mede-oprichter en tien jaar lang voorzitter geweest van de Vereniging Logistiek Management (VLM). Hij is tevens voormalig voorzitter van de Nederlandse Vereniging voor Inkoopmanagement, en de NEVI Research Stichting.
In 2000 ontving Botter de Persoonlijke Logistieke Prijs, een ereprijs van de Vereniging Logistiek Management en de Nederlandse Vereniging voor Inkoopmanagement, omdat hij jarenlang actief is geweest met het opleiden van logistici, onder andere als voorzitter van de tweejarige postdoctorale opleiding ‘Ontwerpen van logistieke besturingssystemen’ aan de TU Eindhoven.
Constant Botter zat in de periode 1981-1982 een korte tijd in de Eindhovense gemeenteraad namens D66.

## Publicaties
Botter publiceerde vele boeken en artikelen. Een selectie:
- C.H. Botter, Industrie en organisatie : een verkenningstocht. 10e dr. Deventer : Kluwer, 1970. ISBN 9026704860
- C.H. Botter, Produktverwerking. Met A. Davidson en N. Bliek (red.). Deventer : Kluwer, 1970. ISBN 90-201-0552-3
- C.H. Botter, Goederenstroombeheersing : begrippen en afkortingen. (eindred.). Den Haag : Nederlandse Vereniging voor Physical Distribution & Material Management, 1977.
- C.H. Botter, T. Willems en D.A.C. Zoethout (red.) (1980). De ingenieur als organisatie-adviseur : 50 jaar organisatie-advies-ingenieurs (1920-1970). Eindhoven : TH Eindhoven, 1980.
- C.H. Botter, Produktiemanagement. Deventer : Kluwer Bedrijfswetenschappen, 1985. ISBN 90-267-1879-9
- C.H. Botter en J.Y.F. Wynstra (red.), Betere productinnovatie met inkoop. Deventer : Kluwer, 1996. ISBN 90-267-2518-3
- C.H. Botter,Op weg naar excellent inkopen : ... een synergetische bijdrage aan de bottom line. Met Freek G. Andriesse en Erik Wiegerinck. Alphen aan den Rijn : Samsom, 1999. ISBN 90-14-06391-1

- International Standard Name Identifier: 0000 0000 3365 4220
- Library of Congress Control Number: n83048502
- Nederlandse Thesaurus van Auteursnamen: 069412766
- Virtual International Authority File: 48135911
- WorldCat: E39PBJyMkF9ghhMVbqWFXD7fv3